# Болезнь Кёллера I
Болезнь Кёллера I — хроническое дистрофическое заболевание ладьевидной кости стопы, приводящее к её асептическому некрозу.
Впервые заболевание было описано в 1908 году немецким рентгенологом Альбаном Кёллером.

## Эпидемиология
Остеохондропатии относят к болезням детского и юношеского возраста, взрослые болеют редко. В основном страдают мальчики в возрасте от 3 до10 лет, иногда старше. Наблюдается как одностороннее, так и двустороннее (чаще всего) поражение ладьевидной кости.

## Этиопатогенез
Этиопатогенез заболевания до конца не выяснен. В литературе описывается несколько факторов, под действием которых развивается остеохондропатия ладьевидной кости. Этими факторами являются:
- наследственность;
- нарушение обмена;
- инфекционные процессы;
- травмы[3].

Причины возникновения заболевания у детей и взрослых различны.
Причина асептического некроза у детей объясняется нарушением процесса окостенения ладьевидной кости. Что подтверждается на рентгенограммах: отмечается сплющивание, фрагментизация ядра окостенения, увеличение межкостного пространства, отделяющего ладьевидную кость от таранной и клиновидной.
Ведущим фактором в развитии асептического некроза у взрослых, является травма стопы, реже другие причины (последствия перегрузок стопы у спортсменов, лиц физического труда и др.). В этом случае асептический некроз поражает не ядра окостенения, а уже сформированную кость.

## Классификация
Выделяют 5 стадий развития болезни Келлера I:
1. Асептический некроз.
2. Импрессионный перелом и фрагментация.
3. Лизис некротизированной костной ткани.
4. Репарации (остеосклеро)).
5. Воспаление[3].

## Клиническая картина
Клиника заболевания всегда одинакова, несмотря на причины его возникновения. Отмечается локальная болезненность при надавливании в области данной кости и при ходьбе. Пациенты жалуются на хромоту, ограничение движений в суставах стопы.

## Лечение
Лечение у взрослых и детей кардинально отличается.
У детей на первый план выходит разгрузка стопы и соблюдение покоя. Предлагается ношение ортопедической обуви, по показаниям наложение гипсового «сапожка». Так же используют физиопроцедуры, тепловые процедуры, массаж. Восстановление ладьевидной кости, как правило, занимает около 1,5-2 лет.
У взрослых лечение только хирургическое. Выполняют артродез в таранно-ладьевидном суставе.